# Palio di Allumiere

#### Origine del Palio di Allumiere
Il Palio delle Contrade risale all’inizio del 1500, quando il senese Agostino Chigi, appaltatore delle miniere di allume dalle quali Allumiere trae il nome, riprodusse il folklore tipico di Siena nelle corse sugli asini nel piazzale antistante lo stabilimento.

#### Periodo di svolgimento
Il Palio delle Contrade di Allumiere è una manifestazione tradizionale che si svolge la prima domenica dopo il 15 agosto, ogni anno dal 1965 e viene corso, come vuole la tradizione, con gli asini al posto dei cavalli in ricordo di questo animale che era indispensabile per trainare i carri adibiti al trasporto del minerale di allume. Prima della corsa si svolge una sfilata storica, lungo le vie del Paese, con costumi del 1500, alla quale partecipano oltre 200 comparse.

#### Le Contrade di Allumiere
- Burò
- Ghetto
- La Bianca
- Nona
- Polveriera
- Sant'Antonio